# Naturen åter träder
Naturen åter träder är en kristen psalm. Texten är skriven av Samuel Ödmann.

## Publicerad i
- 1819 års psalmbok, som nummer 393 under rubriken "Med avseende på särskilda personer, tider och omständigheter: Årets tider och jordens fruktbarhet: Sommaren".
- Den svenska psalmboken 1937, som nummer 473 under rubriken "Sommaren".